# Comté de Matapédia
Pour les articles homonymes, voir Matapédia.
Le comté de Matapédia était un comté municipal du Québec ayant existé entre 29 décembre 1922 et le début des années 1980. Avant 1923, son territoire faisait partie du comté de Matane. L'expression « comté de Matapédia » est encore parfois utilisée aujourd'hui pour parler de la région. Il était situé dans la région du Bas-Saint-Laurent–Gaspésie aujourd'hui divisée en deux régions. Son chef-lieu était la municipalité d'Amqui.
Le territoire qu'il couvrait correspond à l'actuelle municipalité régionale de comté (MRC) de La Matapédia dont le chef-lieu est toujours Amqui.

## Municipalités situées dans le comté
- Amqui (détaché de Saint-Benoît-Joseph-Labre en 1907 sous le nom de municipalité de village de Saint-Benoît-Joseph-Labre; renommé Amqui en 1948[2])
- Causapscal (détaché de Saint-Jacques-le-Majeur-de-Causapscal en 1928[3])
- Lac-au-Saumon (créé en 1905)
- Saint-Alexandre-des-Lacs (créé en 1965)
- Saint-Benoît-Joseph-Labre (créé en 1890; fusionné à Amqui en 1991[2])
- Saint-Cléophas (détaché de Sainte-Marie-de-Sayabec en 1921[4])
- Saint-Damase (créé en 1886)
- Saint-Edmond-du-Lac-au-Saumon (créé en 1904; fusionné à Lac-au-Saumon en 1997[5])
- Sainte-Florence (créé en 1912 sous le nom de Sainte-Florence-de-Beaurivage-Partie-Nord; renommé Sainte-Florence en 1947[6])
- Sainte-Irène (créé en 1953)
- Sainte-Marguerite (détaché de Saint-Jacques-le-Majeur-de-Causapscal en 1957; renommé Sainte-Marguerite-Marie en 2010[7])
- Sainte-Marie-de-Sayabec (créé en 1895; fusionné à Sayabec en 1982[8])
- Saint-Jacques-le-Majeur-de-Causapscal (créé en 1897; fusionné à Causapscal en 1997[3])
- Saint-Jean-Baptiste-Vianney (créé en 1926; renommé Saint-Vianney en 1988[9])
- Saint-Léon-le-Grand (créé en 1904)
- Saint-Moïse (créé en 1877)
- Saint-Noël (détaché en 1906 de la municipalité de paroisse de Saint-Moïse et de Saint-Damase sous le nom de municipalité de village de Saint-Moïse; renommé Saint-Noël en 1945[10])
- Saint-Pierre-du-Lac (créé en 1890; fusionné à Val-Brillant en 1986[11])
- Saint-Raphaël-d'Albertville (créé en 1930; renommé Albertville en 1997[12])
- Saint-Tharcisius (créé en 1937)
- Saint-Zénon-du-Lac-Humqui (créé en 1920)
- Sayabec (détaché de Sainte-Marie-de-Sayabec en 1917 sous le nom de Saindon; renommé Sayabec en 1951[8])
- Val-Brillant (détaché de la municipalité de paroisse de Saint-Pierre-du-Lac en 1915 sous le nom de municipalité de village de Saint-Pierre-du-Lac; renommé Val-Brillant en 1916[11])